# 酃县 (西汉)
酃县，中国古县名，在今湖南省衡阳市境内。
汉朝时，酃县属长沙国、长沙郡。酃县故城遗址在衡阳市珠晖区和平乡湖东村。荊州記曰：「有酃湖，周迴三里。取湖水為酒，酒極甘美。」湘東記曰：「縣西南母山，周迴四百里。」东吴以承阳县、酃县置临蒸县。太平年间（256年至258年），分长沙东部都尉置湘东郡，酃县为郡治。东晋太元二年（377年），并入临蒸县。